# 一国社会主義 (日本)
一国社会主義（いっこくしゃかいしゅぎ）とは、1934年（昭和9年）ころに発生し1936年まで活動を続けた、日本共産党（第二次日本共産党）からの転向者による思想運動である。名称の由来はコミンテルンから離脱した日本独自の社会主義運動という趣旨による。

## 概要
1933年6月、四・一六事件により獄中に囚われていた（第二次）日本共産党の最高指導者・佐野学および鍋山貞親が「共同被告同志に告ぐる書」を発表し転向を表明すると、この声明を指導理論として新しい党組織・運動を作ろうとする動きが起こった。1934年8月、獄外の活動家である西山祭喜・竪山利忠・河内午之助らは獄中幹部と連絡を取り、ごく少数の研究会を始め、労働運動・農民運動への浸透を図った。彼らは同年12月ころ「中央指導部」を発足させて「一国社会主義テーゼ」を作成、翌1935年6月15日には労農派の稲村隆一と協力して機関誌『日本政治新聞』を創刊した。
この運動には、獄外にあった西山・堅山・河内・九津見房子の他、獄中では佐野・鍋山を筆頭に高橋貞樹・三田村四郎・田中清玄・風間丈吉・中尾勝男など、転向表明を行った第二次共産党の歴代指導部メンバーが参加していた。『日本政治新聞』創刊号では、「一国社会主義運動」の背景にあるのは、さし迫る戦争の危機が社会主義運動懸案の社会主義改革について緊急のプログラムを要求している事情であるとし、「日本の全民族の社会的国民的利益を最も深刻に代表」する日本の労働者の行動を促した。しかしこれまでの運動は、日本の共産党を「日本支部」として位置づけるコミンテルンの公式主義とセクト主義の弊害によって、労働者の現実の生活や意識から遊離する結果に陥っているので、今後、日本の党組織は「民族」に目を向け日本独自の自主的発展を勝ち取っていくべきだとした。さらに「指導民族」たる日本人によって率いられる、朝鮮・台湾・満州・中国を含んだ「大国的社会主義」を標榜したのである（この点、日本の満州進出に一応は反対の態度をとっていた、かつての転向者運動「解党派」とは異なる）。しかしその反面天皇制への評価については、労農大衆が天皇制を支持している限り彼らからの遊離は避けるべく、「君主制（天皇制）廃止」の主張は掲げるべきでない、という消極的態度に止まっており、「解党派」と同様、天皇制と社会主義の関係については明確に説明されなかったということができる。
この「一国社会主義」運動は、労農大衆の間で共有される感情に依拠すべきだという主張にもかかわらず、現実の労働運動や農民運動に対してはほとんど影響力を持つには至らなかった。また（「解党派」の前例にならい）「天皇制打倒」を掲げないことで官憲の弾圧を免れ、合法的運動へと脱皮することができるだろうという運動参加者の期待は、翌1936年の二・二六事件以後、「現状打破」的な革新派右翼（革新右翼）との共同戦線を警戒した当局の弾圧の中で脆くも裏切られ、機関誌『日本政治新聞』が廃刊に追い込まれて運動は消滅した。

## 参考・関連文献
- 伊藤晃 『転向と天皇制：日本共産主義運動の1930年代』 勁草書房、1995年 ISBN 4326300957
- 高畠通敏 「一国社会主義者 - 佐野学・鍋山貞親」 思想の科学研究会 『共同研究 転向』（上） 平凡社、1978年（改訂増補版）
- 福家崇洋 「一国社会主義から民主社会主義へ - 佐野学・鍋山貞親の戦時と戦後 - 」 『文明構造論』（京都大学）第9号（2013年）